# Geolycosa sepulchralis
Geolycosa sepulchralis är en spindelart som först beskrevs av Montgomery 1902.  Geolycosa sepulchralis ingår i släktet Geolycosa och familjen vargspindlar. Inga underarter finns listade i Catalogue of Life.